# 캐논 EOS-1D X Mark II

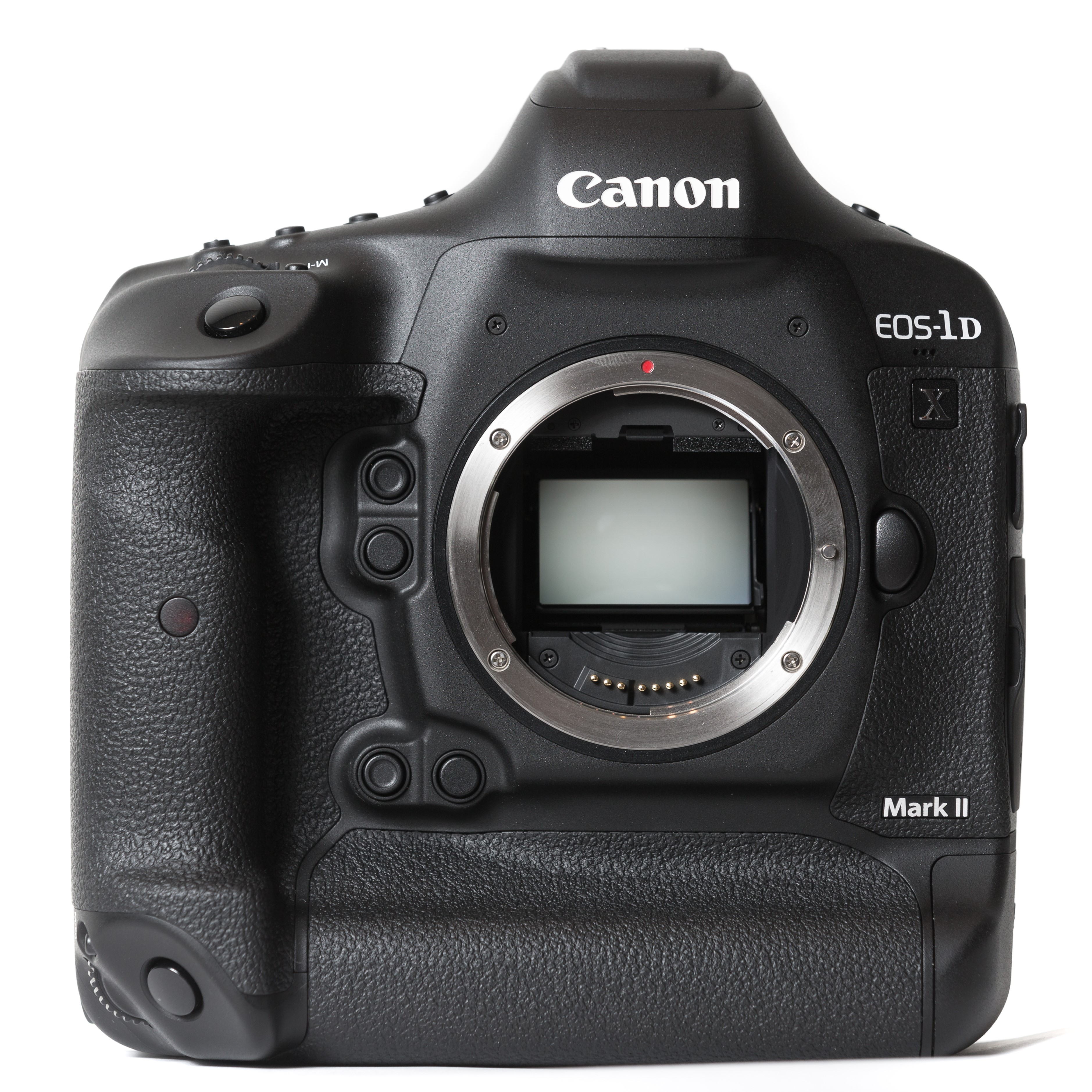

캐논 EOS - 1D X Mark II(Canon EOS - 1D X Mark II)는 2,020만 유효화소를 가지는 캐논의 풀프레임 디지털 SLR 카메라이다.

## 사양
- 제조사: 캐논

- 마운트: 캐논 EF 마운트 (EF-S 및 EF-M렌즈 장착불가)

- 판형: 35mm 풀프레임

- 촬상매체: CMOS 이미지 센서

- 유효해상도: 2,020만 화소

- 지원감도: 100 ~ 51,200

- 확장감도: 50 ~ 204,800

- 셔터: 전자 제어식 포컬 플레인 셔터

- 최고 셔터속도: 1/8000초

- 최고 동조속도: 1/250초

- 최고 연사속도: 14fps (뷰파인더 촬영시) / 16fps (라이브뷰 촬영시)

- 자동 초점 방식: TTL 2차 결상, 위상차 검출 방식 (전용 AF센서 사용)

- 자동 초점 측거점: 61개

- 크로스 측거점: 41개

- 뷰파인더: 아이레벨 펜타프리즘

- 파인더 시야율: 100%

- 파인더 배율: 0.76배

- 내장플래시: 미지원

- 동영상 촬영기능: 4k (59.94p/50p/29.97p/25p/24p/23.98p)

- Full HD (119.9p/100p/59.94p/50p/29.97p/25p/24p/23.98p)